# Кистање
Кистање су насељено мјесто и средиште истоимене општине у Шибенско-книнској жупанији, Хрватска. Према попису из 2021. у насељу је живјело 1.638 становника.

## Географија
Кистање се налазе у области Буковица у Далмацији, на десној обали Крке, у троуглу Книн–Дрниш–Бенковац, баш негде на средини, а недалеко од древног манастира Крка. Кистање је од Книна удаљено 27 км, од Дрниша 30 км, а од Бенковца 34 км.

## Историја
Највеће је село у Далматинској Загори, једно је од кључних тачака постојања Срба у Далмацији, духовно и национално средиште православног живља тих простора. Средином 19. века, у Кистању је било 1.300 становника, већином Срба. Тај број се константно повећавао, тако да је 1953. године Кистање имало 2.353 становника. Рат деведесетих година 20. века дочекали су у нешто мањем броју, али ипак већем од две хиљаде, а онда се у августу 1995. године догодила "Олуја", Кистање и околина опустели су. Оно старијих што је остало, посебно у оближњим Вариводама, хрватска војска је побила.
Кистање је кроз историју имало посебан значај за оне који су владали просторима Далмације; Млечанима, Французима, Аустријанцима. Ту су се сударали православље и католицизам.
Аустроугарски цар Фрања Јосиф је 1875. године посетио Кистање. У Кистању се од 1941–44. године налазио штаб Динарске четничке дивизије попа Момчила Ђујића.
Кистање се од распада Југославије до августа 1995. године налазило у Републици Српској Крајини. До територијалне реорганизације у Хрватској насеље се налазило у саставу бивше велике општине Книн. Током агресије на РСК 5. августа 1995. године хрватска војска заузела је Кистање протерујући већинско српско становништво у месту и околини. Хрватски војници спалили су Кистање.
Пре него што су Срби после "Олује" почели да се враћају у Кистање, председник Хрватске Фрањо Туђман је у то село населио Хрвате Јањевце са Косова (католичко становништво српског језика из Јањева код Липљана, које је током 20. века примило хрватско име) и из загребачког насеља Дубрава, одлучан да националним инжењерингом неутралише једну од могућих послератних "неутралних тачака". План је делимично успео; са готово занемарљивим бројем Хрвата који су 1991. године живели у Кистању, данас у општини Кистање има око 60% Срба и 40% Хрвата.

## Становништво
Према попису из 1991. године, Кистање су имале 2.021 становника, 1.980 Срба, 23 Југословена, 9 Хрвата и 9 осталих. То је било највеће српско село у Далмацији. Према попису становништва из 2011. године, Кистање је имало 1.909 становника. Већину су чинили Хрвати (Јањевци) којих је било 64,9%, док је Срба било 34% становништва.
| Национални састав према попису из 2011.‍ | Национални састав према попису из 2011.‍ | Национални састав према попису из 2011.‍ | Национални састав према попису из 2011.‍ | Национални састав према попису из 2011.‍ |
| --------------------------------------- | --------------------------------------- | --------------------------------------- | --------------------------------------- | --------------------------------------- |
|                                         |                                         |                                         |                                         |                                         |
| Хрвати                                  | Хрвати                                  |                                         | 1.239                                   | 64,9%                                   |
| Срби                                    | Срби                                    |                                         | 650                                     | 34%                                     |
| Албанци                                 | Албанци                                 |                                         | 10                                      | 0,5%                                    |
| неизјашњени                             | неизјашњени                             |                                         | 10                                      | 0,5%                                    |
| Укупно: 1.909                           |                                         |                                         |                                         |                                         |

### Ранији пописи
Кистању је претходно попису становништва 1981. у Југославији прикључено Кистање Село. До пописа 1981, Кистање и Кистање Село су евидентирани као одвојена насеља.
| Националност       | 1991. | 1981. | 1971. | 1961. |
| Срби               | 1.980 | 1.835 | 648   | 460   |
| Југословени        | 23    | 111   | 24    | 1     |
| Хрвати             | 9     | 15    | 21    | 63    |
| Словенци           |       | 2     | 1     | 1     |
| Мађари             |       |       | 1     | 1     |
| Роми               |       | 1     |       |       |
| Црногорци          |       |       |       | 1     |
| Македонци          |       |       | 1     |       |
| остали и непознато | 9     | 12    | 6     |       |
| Укупно             | 2.021 | 1.976 | 702   | 529   |

| Демографија | Демографија | Демографија |
| Година      | Становника  | Становника  |
| ----------- | ----------- | ----------- |
| 1961.       | 529         |             |
| 1971.       | 702         |             |
| 1981.       | 1.976       |             |
| 1991.       | 2.021       |             |
| 2001.       | 1.752       |             |
| 2011.       | 1.909       |             |

Кистање Село
| Националност       | 1971. | 1961. |
| Срби               | 1.460 | 1.697 |
| Југословени        |       | 17    |
| Хрвати             | 3     | 1     |
| остали и непознато | 10    | 2     |
| Укупно             | 1.473 | 1.717 |

Попис 1991.
На попису становништва 1991. године, насељено место Кистање је имало 2.021 становника, следећег националног састава:
| Национални састав према попису из 1991.‍ | Национални састав према попису из 1991.‍ | Национални састав према попису из 1991.‍ | Национални састав према попису из 1991.‍ | Национални састав према попису из 1991.‍ |
| --------------------------------------- | --------------------------------------- | --------------------------------------- | --------------------------------------- | --------------------------------------- |
|                                         |                                         |                                         |                                         |                                         |
| Срби                                    | Срби                                    |                                         | 1.980                                   | 97,97%                                  |
| Југословени                             | Југословени                             |                                         | 23                                      | 1,13%                                   |
| Хрвати                                  | Хрвати                                  |                                         | 9                                       | 0,44%                                   |
| Италијани                               | Италијани                               |                                         | 1                                       | 0,04%                                   |
| неопредељени                            | неопредељени                            |                                         | 3                                       | 0,14%                                   |
| непознато                               | непознато                               |                                         | 5                                       | 0,24%                                   |
| укупно: 2.021                           |                                         |                                         |                                         |                                         |

### Родови
У Кистањима су до августа 1995. године живели православни родови:
Безбрадице, славе Св. Георгија; Бијелићи, славе Св. Василија; Бијељци, славе Св. Николу; Бјелановићи, славе Св. Врачеве; Бокуни, славе Св. Стефана; Вујасиновићи, славе Св. Стефана; Вукчевићи; Гњидићи, славе Св. Николу; Груловићи, славе Св. Николу; Добрићи, славе Св. Георгија; Дубајићи, славе Св. Георгија; Илијашевићи, славе Св. Георгија; Јерковићи, славе Св. Георгија; Јолићи, славе Св. Јована; Карановићи, славе Св. Николу; Королије, славе Св. Јована; Крнете, славе Св. Јована; Кутлаче, славе Св. Јована; Лалићи, славе Св. Николу; Љубовићи, славе Св. Георгија; Мажибраде, славе Св. Андреја Првозваног; Малешевићи, славе Св. Јована; Мартићи, славе Св. Јована; Масникосе, славе Св. Георгија; Матијевићи; Мацуре, славе Св. Архангела Михаила; Машићи; Медићи, славе Св. Николу; Николићи, славе Св. Георгија; Новаковићи; Огњеновићи, славе Св. Јована; Пекићи, славе Св. Николу; Перићи, славе Св. Георгија; Поповићи, славе Св. Николу; Рељићи, славе Св. Стефана; Старчевићи, славе Св. Архангела Михаила; Ступари, славе Суботу Св. Лазара; Таузи, славе Св. Јована; Тишме, славе Св. Јована; Торбице, славе Св. Стефана; Траживуци, славе Св. Јована; Ћалићи, славе Св. Јована; Ћосићи, славе Св. Стефана; Угрчићи, славе Св. Николу; Цвјетковићи, славе Св. Георгија; Чотре, славе Св. Јована; Шарићи, славе Св. Николу; Штрпци, славе Св. Николу; Шуше, славе Св. Стефана.

## Религија
У Кистањама се налазе два храма Српске православне цркве, Св. Николаја из 1537. (поред које је сахрањена најстарија сестра Николе Тесле, Ангелина и њен муж Јово) и Св. Ћирила и Методија из 1891. Код Кистања, на ријеци Крки, налази се манастир Крка (подигнут 1350. године, као задужбина српске принцезе Јелене, сестре цара Душана, а посвећен је Арханђелу Михаилу).
У Кистањама су такође две римокатоличке цркве — Приказања Блажене Дјевице Марије (Луца) из 1895. и Светог Николе из 2000. године (саграђена Јањевцима уз велику помоћ државе и имућних сународника).

## Спорт
До 1995. године у Кистањима је постојао фудбалски клуб Буковица, који је угашен због протеривања Срба из Кистања. Клуб је 2004. обновио свој рад али је убрзо поново угашен. Колонизовани Јањевци су 1998. основали НК Јањево.

## Познате личности
- Цвијан Шарић, православни свештеник, заштитник православља, вођа Морлака, харамбаша са чином сердара
- Мирко Королија, српски књижевник и политичар
- Симо Дубајић, борац НОР-а, мајор ЈНА
- Весна Дамјанић, новинарка, ТВ водитељ.

## Галерија
- Православна црква Светих Кирила и Методија
- Православна црква Светог Николаја у Безбрадицама